# 乔瓦尼·吉德提
乔瓦尼·吉德提（Giovanni Guidetti，1972年9月20日—）是一名意大利排球教练，他自1994年起開始執教生涯。他自2008年起執教土耳其豪門瓦基弗银行女排俱乐部, 并執教过土耳其国家女子排球队与塞爾維亞國家女子排球隊。目前执教加拿大國家女子排球隊。
吉德提曾因在2016年的里约奥运会和2021年的东京奥运会中率领队伍两度击败排名世界前列的中国国家女子排球队而闻名。他在連續兩屆奥运会中分別帶領荷兰及土耳其晉身八強。
2022年3月，吉德提獲国际排联管理委员会委任為国际排联FIVB技术和教练委员会主席。

## 職位
- 國際排聯技术和教练委员会主席（2022年－）
- 加拿大國家女子排球隊主教练（2025年－）
- 塞爾維亞國家女子排球隊主教练（2023年－2024年）
- 土耳其國家女子排球隊主教练（2017年－2022年）
- 瓦基弗银行女排俱乐部主教练（2008年－）
- 荷兰國家女子排球隊主教练（2015年－2016年）
- 德国國家女子排球隊主教练（2006年－2015年）
- 保加利亚女子国家排球队（英语：Bulgaria women's national volleyball team）主教练（2001年－2002年）

## 执教水平

### 俱樂部
吉德提是第二名在同一間俱樂部擔任主教練最長時間的教練（第一名是貝爾纳多·雷森德）。他任教瓦基弗銀行女排俱樂部至今超過十五年，並帶領其成為世界一流的俱樂部。近年更是獲獎無數。在2017-18年賽季及2021-2022賽季更是獲得在五大比賽中奪得冠軍寶座，實現賽季大滿貫，打破歷史記錄。

### 國家隊
吉德提擔任過不同國家的主教練，儘管在國家隊的成積不及俱樂部的好，但均能創自己國家隊的成績。他曾擔任保加利亞女子國家排球隊、德國國家女子排球隊、荷蘭國家女子排球隊的主教練。
2006年古德蒂接过了德国女排教鞭，将这支欧洲二流球队调教成了一支劲旅。在他执教期间，德国女排获得过2013年欧洲联赛冠军，2011和2013年欧锦赛银牌，以及2009年世界女排大奖赛第三名。2014年，率领德国队首次夺得瑞士女排精英赛的冠军。
2015年古德蒂辞去德国女排国家队主教练职务后，与荷兰排协达成协议，出任荷兰女排国家队主教练。2016年，古德蒂带队获得里约奥运会落选赛第2名，成功获得奥运门票。
2017年，古德蒂因為家庭因素而辭任荷蘭女排主教練一職。同年其獲土耳其排協委任其成為新一屆土耳其女排主教練至今。2021年的东京奥运会中带领土耳其女子排球队首战即战胜了被寄予冠军厚望的世界排名第三的中国女子排球队。土耳其女子排球队凭借此战进入世界第二。
2022年，古德蒂因未能帶領土耳其女排獲得佳績而遭受批評，最終土耳其排協與古德蒂雙方決定提前結束簽約到2025年的合同。
2023年，古德蒂便轉往執教塞爾維亞國家女子排球隊，並帶領塞爾維亞取得2023年歐洲女子排球錦標賽亞軍。但在2024巴黎奧運中卻只取得第七名，最終不獲續約。
2025年，加拿大排協宣佈古德蒂成為新一任加拿大國家女子排球隊總教練，其豐富的執教經驗將協助剛崛起的加拿大女排爭取奧運入場劵。

### 執教球隊榮譽
瓦基弗銀行女排俱樂部（2008–）
- 世界女排俱樂部錦標賽
  -  冠軍（4）：2013、2017、2018、2021
  -  亞軍（3）：2011、2022、2023
  -  季軍（2）：2016、2019
- 歐洲女排冠軍聯賽：
  -  冠军（6）：2011、2013、2017、2018、2022、2023
  -  亚军（3）：2014、2016、2021
  -  季军（2）：2015、2019
- 土耳其女子排球聯賽
  -  冠军（7）: 2013、2014、2016、2018、2019、2021、2022
  -  亞军（1）: 2012
  -  季军（3）: 2017、2023、2024
- 土耳其女排杯（英语：Turkish Women's Volleyball Cup）
  -  冠军（5）: 2013、2014、2017、2021、2023
  -  亞军（6）: 2010、2015、2018、2019、2020、2022
- 土耳其女排超級盃
  -  冠军（6）: 2013、2014、2018、2021、2022、2023

 德国國家女子排球隊（2006–2014）
- 歐洲女子排球錦標賽
  -  亞军（2）: 2011、2013

 荷蘭國家女子排球隊（2015–2016）
- 歐洲女子排球錦標賽
  -  亞军（1）: 2015
- 世界女排大獎賽
  -  季军（1）: 2016

 土耳其國家女子排球隊（2017–2023）
- 歐洲女子排球錦標賽
  -  亞军（1）: 2019
  -  季军（2）: 2017、2021
- 女子排球國家聯賽
  -  亞军（1）: 2018
  -  季军（1）: 2021

 塞爾維亞國家女子排球隊（2023–）
- 歐洲女子排球錦標賽
  -  亞军（1）: 2023

## 培育人材
除了執教球隊外，吉德提亦是少數名帥會培育不同地方的球員和教練。
2018年，吉德提在土耳其發起「明日蘇丹」計畫。旨在讓所有在土耳其不同地方的女孩都能提供理論和實踐排球培訓。他曾到訪過比特利斯、卡爾斯、穆拉(穆拉省)、加济安泰普、宗古尔达克。即使他不再是土耳其主教練，但計劃仍然進行至今。
2022年，他與妻子開辦Bahar Toksoy Guidetti Academy。讓更多女孩學習排球。
2024年，他加入巴基斯坦Empower Sports Academy董事會，並接見到訪的巴基斯坦女排運動員。另外，他在意大利舉辦了FIPAV利古里亞地區資格中心組織的技術進修課程，向200名二級和三級教練教授專業知識。

### 教練
吉德提亦培育出了很多著名教練亦有很多助教會跟他學習，這些教練都在吉德提擔任主教练時擔任過其助理教練。例如
- 斯提凡諾·拉瓦里尼
  - 現任波蘭國家女子排球隊及米蘭女排俱樂部主教練
  - 2004-2007在聖保羅基耶里女排俱樂部擔任助理教練
- 費利克斯·科斯洛夫斯基（德语：Felix Koslowski）
  - 現任荷蘭國家女子排球隊及什未林SC女排俱樂部主教練
  - 曾為德國國家女子排球隊主教練
- 費爾哈特·阿克巴斯
  - 現任伊薩奇巴希女排俱樂部主教練
  - 曾為克羅埃西亞國家女子排球隊、土耳其國家女子排球隊、波利采化工主教練
- 傑米·莫里森（英语：Jamie Morrison (volleyball)）
  - 現任德州農工大學主教練
  - 曾為荷蘭國家女子排球隊主教練
- 阿爾珀·哈穆爾庫（英语：Zoran Terzić）
  - 現任艾登都會女排俱樂部主教練及比利時國家女子排球隊助理教練
  - 曾為土耳其國家女子排球隊助理教練
- 德赫里·坎德赫里奧盧
  - 現任CSO志願者2005俱樂部主教練
  - 曾為尼呂費爾、耶斯伊利尤爾、特埃德雷米特大廈、保險商店、CSM 布加勒斯特主教練）
- 塞萨尔·埃尔南德斯·冈萨雷斯
  - 現任南特海王星女排俱樂部主教練
  - 曾為韓國國家女子排球隊主教練
- 艾哈邁德坎·埃爾希姆謝克
  - 現任普羅夫迪夫女排俱樂部主教練
- 亞歷山德羅·貝爾特拉米（英语：Alessandro Beltrami）
  - 現任阿西齊奧卓凡尼未來排球俱樂部主教練）
- 桑娅·托马舍维奇（英语：Sanja Tomašević）

### 球員
很多球員在吉德提的調教下都成為了世界名將，而他最擅長教導副攻。

| 副攻 - 基亞卡·奧博古 - 澤赫拉·居內什 - 屈布拉·阿克曼 - 米蘭娜·拉錫 - 蘿賓·德·克魯伊夫 - 克里斯蒂安·福斯特 主攻 - 加布里埃拉·桂馬萊絲 - 朱婷 - 卡羅琳娜·科斯塔格蘭德 - 耶萊娜·尼科利奇 - 瑪倫·布林克爾 | 接應 - 羅莉克·斯洛積斯 - 伊莎贝尔·哈克 - 格麗塔·科祖赫 二傳 - 詹蘇·奧茲巴依 - 納茲·埃德米爾 自由人 - 阿伊恰·阿伊卡奇 - 哈蒂傑·厄爾格 - 凱絲汀·楚利希 |  |

## 个人生活
2013年9月20日，他与土耳其女排运动员巴哈爾·托克索伊结婚，Toksoy是吉德提执教的瓦基弗银行女排俱乐部和土耳其女排国家队的副攻手。

## 個人榮譽
- 第68届吉列年度体育大奖－年度最佳教练
- 2022年歐洲排球聯合會－年度最佳女排教练